# Cladorrhinum foecundissimum
Cladorrhinum foecundissimum är en svampart som beskrevs av Sacc. & Marchal 1885. Cladorrhinum foecundissimum ingår i släktet Cladorrhinum och familjen Lasiosphaeriaceae.   Inga underarter finns listade i Catalogue of Life.